# Scomberomorus maculatus
Scomberomorus maculatus ist ein mariner Raubfisch aus der Familie der Makrelen und Thunfische. Für den Menschen ist er sowohl in der kommerziellen Fischerei als auch als Sportfisch von Bedeutung.

## Beschreibung
Die erste Rückenflosse, deren vorderster Teil schwarz gefärbt ist, besteht aus 17 bis 19 Hartstrahlen, die zweite aus 17 bis 20 Weichstrahlen. Darauf folgen sieben bis neun Flössel. Die Afterflosse hat wie die zweite Rückenflosse 17 bis 20 Weichstrahlen, dahinter sieben bis zehn Flössel. Die Schwanzflosse ist groß und tief gespalten. Die Bauchflossen sind sehr klein. Die Brustflossen setzen auf der Körpermitte an.
Der spindelförmige Körper erreicht eine Maximallänge von 91 Zentimetern. Eine Schwimmblase ist nicht vorhanden. Die Seitenlinie verläuft sehr regelmäßig, ab der zweiten Rückenflosse fällt ihr Verlauf leicht ab. Auf den Flanken ist Scomberomorus maculatus silbrig-bläulich glänzend, entlang der Seitenlinie verlaufen drei übereinander liegende Reihen dunkler Flecken.

## Verbreitung, Lebensraum und Lebensweise
Scomberomorus maculatus bewohnt den Kontinentalschelf im Golf von Mexiko und um die Ostküste Nordamerikas bis etwa 19° Nord, Florida und die Großen Antillen. Vor den Bahamas ist die Art nicht vertreten. Bevorzugt werden Wassertiefen von 10 bis 35 Metern.
Scomberomorus maculatus ist ein Raubfisch, der sich vor allem von kleinen Fischen wie Sardellen, selten aber auch von Krebstieren und Kopffüßern ernährt. Oft halten sie sich in großen Gruppen in Küstengewässern auf.